# واگنر گونسالوس (بازیکن فوتبال برزیلی)
واگنر گونسالوس (انگلیسی: Vagner Gonçalves؛ زادهٔ ۲۷ آوریل ۱۹۹۶) بازیکن فوتبال اهل برزیل است.
از باشگاه‌هایی که در آن بازی کرده‌است می‌توان به باشگاه فوتبال سرکل بروژ اشاره کرد.